# Kasteel van Krevo
Het kasteel van Krevo (Wit-Russisch: Крэўскі замак, Krewski zamak, Pools: Zamek w Krewie, Litouws: Krėvos pilis) is een uit natuursteen en baksteen gebouwd kasteel in de plaats Krevo in de oblast Grodno van Wit-Rusland.

## Geschiedenis

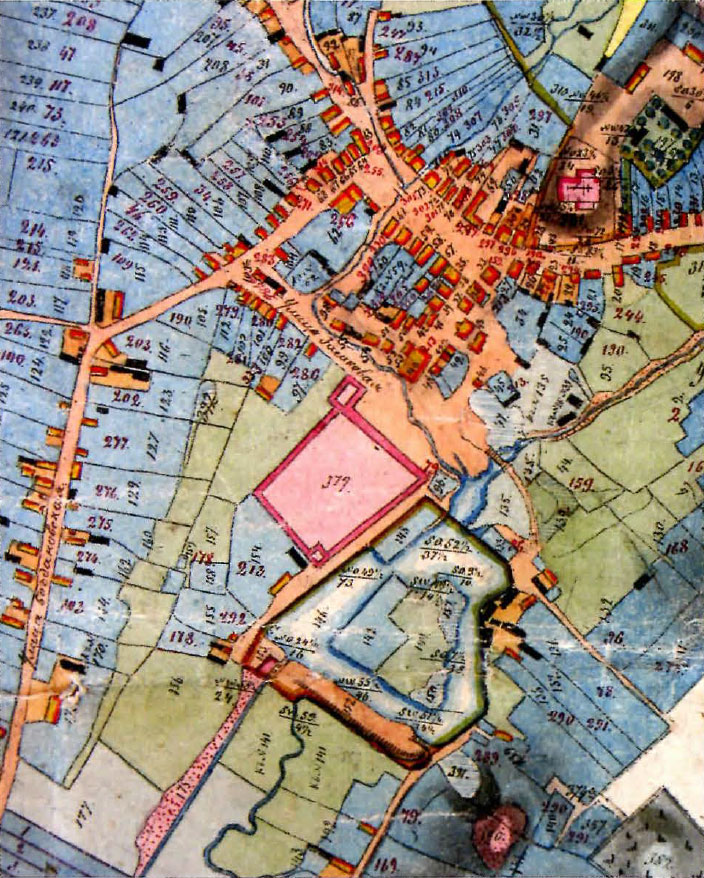
locatie op kaart van 1851

Het kasteel werd in de 14e eeuw aan de samenvloeiing van de Krevljanka en de Sjlachtjanka gebouwd, grotendeels in een moerassige uiterwaard, met de helft van de verdedigingsmuren op een kunstmatig verlengd zandduin. Er zijn aanwijzingen dat de bouw al aan het einde van de 13e eeuw begon. Het was een van de oudste kastelen van het grootvorstendom Litouwen.
Reeds kort na de bouw werd het met stenen kogels beschoten, welke tijdens opgravingen aan de westelijke muur gevonden werden, en brandde weergang de af.
In het jaar 1382 liet grootvorst Jogaila in de kerkers van het kasteel zijn oom Kęstutis, welke uit was op de troon van het vorstendom, vermoorden. Tegelijkertijd slaagde de zoon van Kęstutis, Vytautas, er met behulp van een list van zijn vrouw in te ontsnappen. Vermomd als dienstmeisje kon hij onder dekking van de nacht aan zijn moordenaars ontkomen.
In 1385 werden in het kasteel de voorwaarden van de Unie van Krevo opgesteld. Hiermee zouden Polen en Litouwen onder de heerschappij van Jogaila verenigd worden.
In 1433 kwam het kasteel in bezit van Švitrigaila, grootvorst van Litouwen.
Van 1503 tot 1506 werd het kasteel regelmatig aangevallen en deels verwoest door de Krim-Tataren, waarna het weer hersteld werd. In 1519 werd het door de legers van het Grootvorstendom Moskou ingenomen, maar weer verlaten.
Tijdens de Lijflandse Oorlog in de tweede helft van de 16e eeuw leefde de Russische deserteur Andrej Koerbski in het kasteel, als gast van Sigismund II August van Polen.
Het kasteel verloor geleidelijk zijn militaire betekenis. Nog tot in de 18e eeuw was het in goede staat, daarna begon het verval. Met name tijdens de Eerste Wereldoorlog, toen het front enige malen over het kasteel trok en er drie jaar lang een loopgravenoorlog plaatsvond, werd het ernstig beschadigd. Het terrein was in bezit van de Duitse legers die er schuilplaatsen en uitkijkposten inrichtten. De beschietingen troffen met name de hoofdtoren en muren in het zuidelijke deel.
Onder de Republiek Polen werden de restanten in 1929 geconserveerd.
In 1970, 1985 en 1988 vond er archeologisch onderzoek plaats.
De conservatie-werkzaamheden werden hervat in 2004, met name aan de toren.
In 2005 werd een fonds tot behoud van het kasteel opgericht.

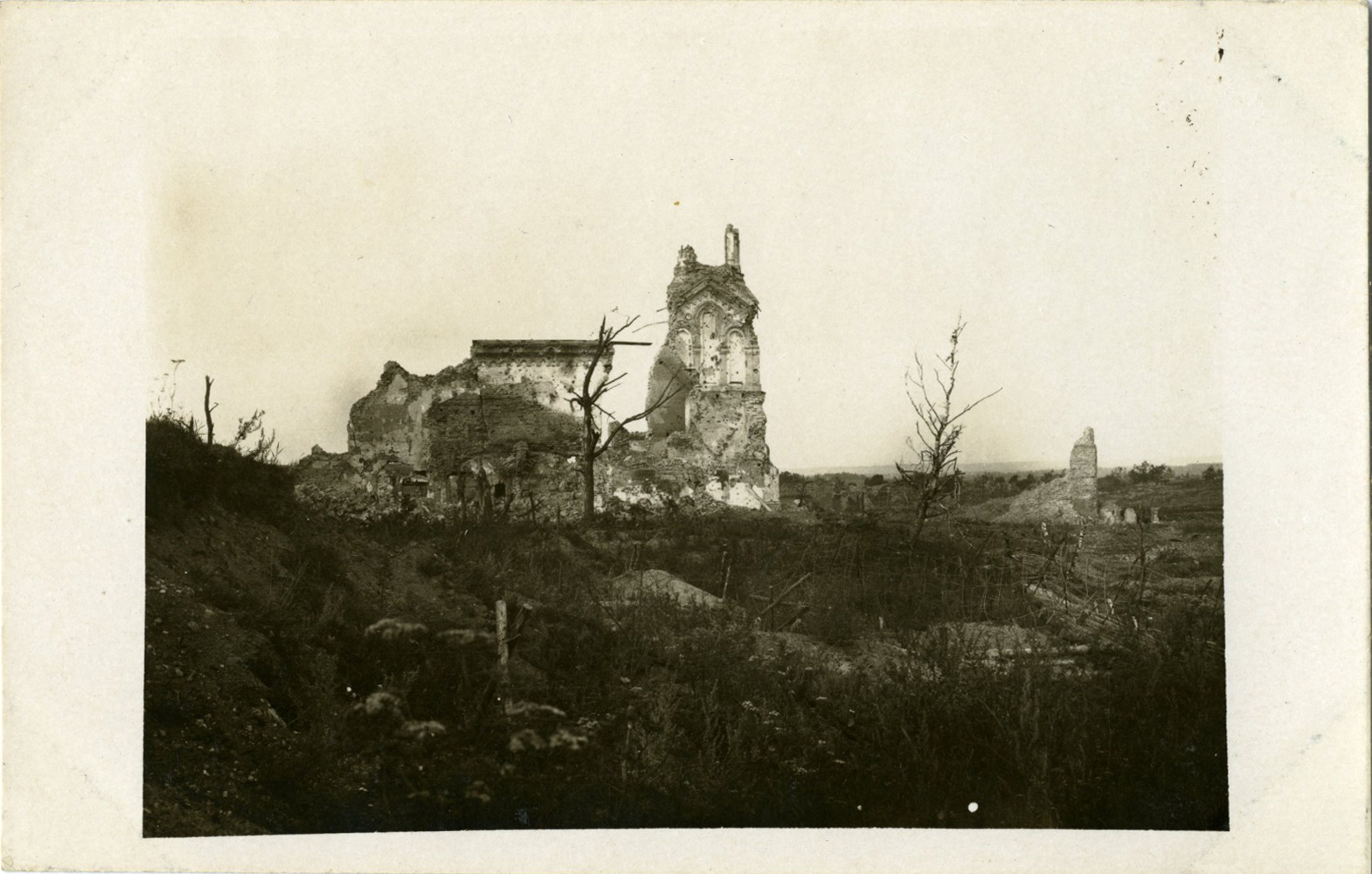
Toren tijdens de Eerste Wereldoorlog
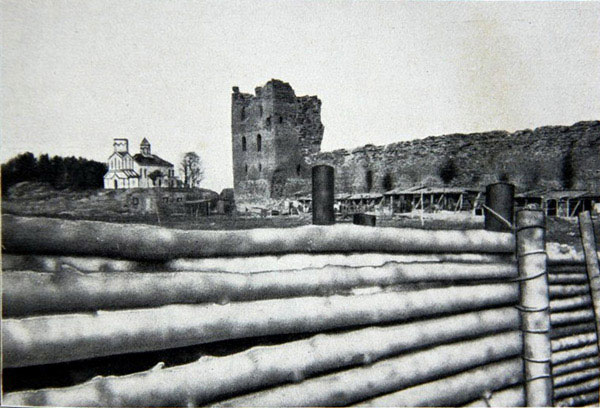
in 1916
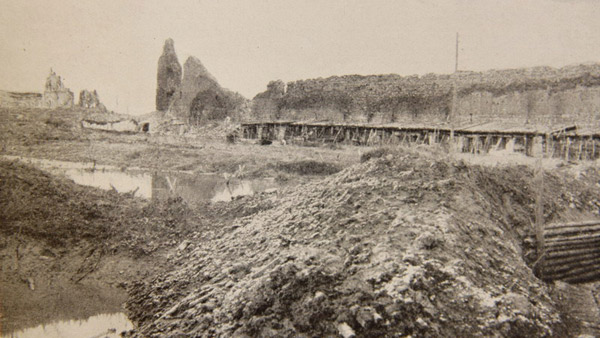
in 1917
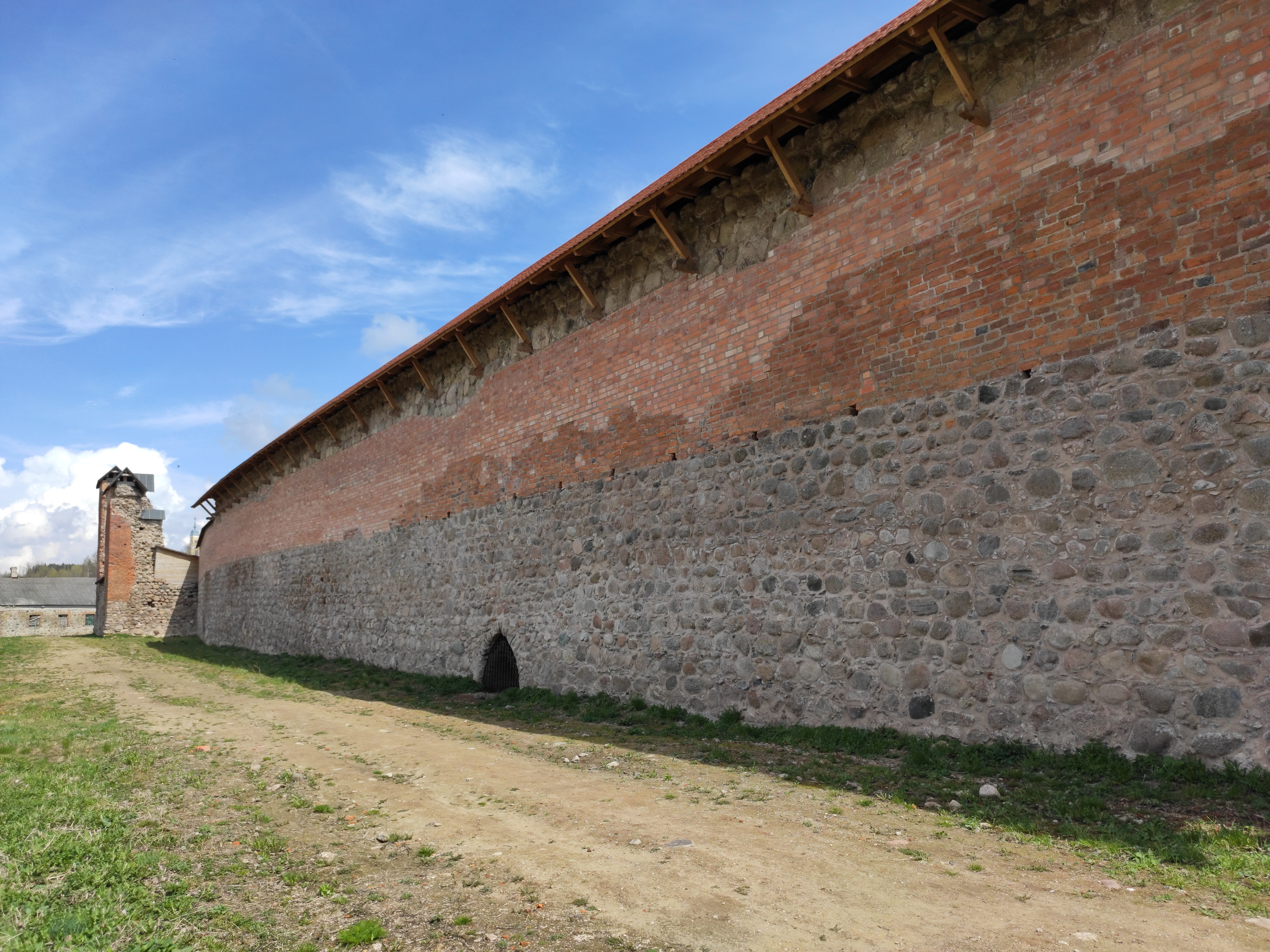
in 2020

## Architectuur

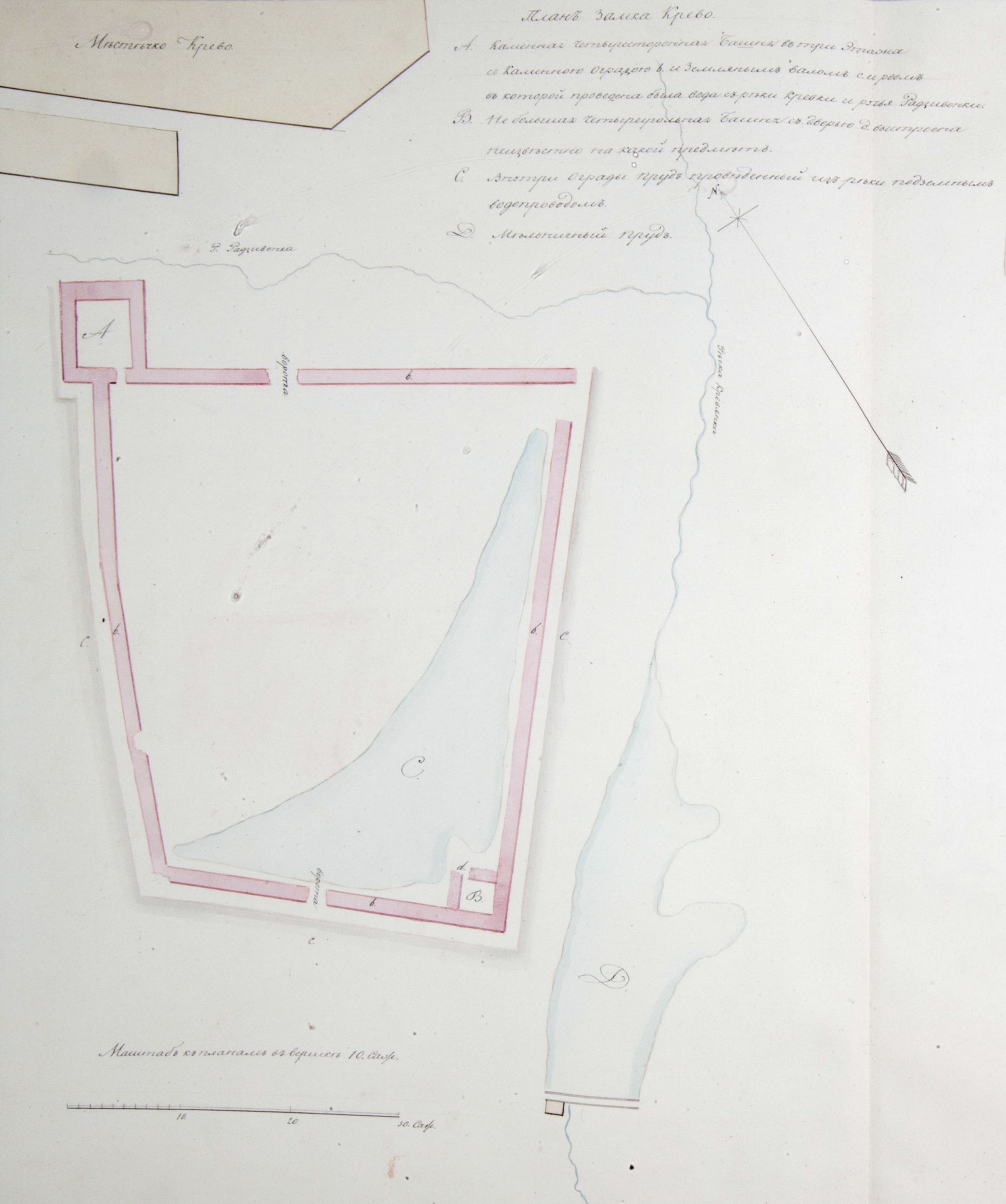
plattegrond

Het kasteel heeft de vorm van een onregelmatige vierhoek met stenen muren. De noordelijke muur is 85 m lang, de oostelijke 108,5 m, de zuidelijke 71,5 m en de westelijke 97,2 m. De dikte van de muren varieert van 2,5 tot 3 m, met een hoogte van 10 tot 13 m. Tot het niveau van de weergang op ongeveer 7 m hoogte bestaan ze uit zwerfkeien, daarboven bevindt zich een ongeveer 2 m hoge laag van grote bakstenen. Op de hoeken stonden twee torens. De noordelijke toren was bijna vierkant (18,65 × 17 m) en bezat ten minste vier verdiepingen en een ondergrondse kerker. Diagonaal tegenover de grote toren bevond zich een kleinere toren van 11 × 10.65 m. De muren waren tot een hoogte van 3 m van zwerfstenen, daarboven van baksteen.
De toegangspoort bevond zich in de zuidoostelijke muur. Op de binnenplaats bevonden zich een smidse, leefkwartieren en een vijver.